# Liz Sheridan
Elizabeth Sheridan (* 10. April 1929 in Rye, New York; † 15. April 2022 in New York City, New York) war eine US-amerikanische Schauspielerin.

## Leben und Karriere
Sheridan war die Tochter von Elizabeth Poole-Jones, einer amerikanischen Konzertsängerin, und Frank Sheridan, einem klassischen Pianisten. Sie begann ihre Karriere als Tänzerin in Nachtclubs und Musicals, wo sie den damals noch unbekannten James Dean kennenlernte. Beide begannen eine Beziehung, welche kurz nach der Verlobung durch das Karrierestreben Deans endete. Über ihre gemeinsame Zeit schrieb sie das im Jahr 2000 veröffentlichte Buch Dizzy & Jimmy: My Life with James Dean: A Love Story, das nach Angaben aus dem Jahr 2022 auch verfilmt werden soll.
1977 spielte sie neben Christopher Lloyd und Meryl Streep in dem Broadway-Musical Good Times. Sie begann vermehrt als Schauspielerin zu arbeiten und absolvierte ab 1977 Auftritte in verschiedenen Film- und Fernsehproduktionen. Einem breiten Publikum bekannt wurde sie in den 1980er-Jahren in der Rolle der Raquel Ochmonek in der Fernsehserie Alf, in der sie in insgesamt 31 Folgen die überaus neugierige Nachbarin der Familie Tanner spielte, wobei ihr Marianne Wischmann die deutsche Stimme lieh. Von 1990 bis 1998 spielte Sheridan in der Sitcom Seinfeld die Mutter der Titelfigur. Als Helen Seinfeld war sie in allen Staffeln der Serie zu sehen, was neben ihr sonst nur auf die vier Hauptdarsteller zutraf. Sheridans Schaffen umfasst mehr als 80 Produktionen, neben zahlreichen Fernsehserien übernahm sie auch gelegentlich kleinere Kinorollen (wie in Who’s That Girl und Play the Game). Zuletzt war Sheridan 2010 in dem Film Trim zu sehen.
Liz Sheridan starb am 15. April 2022, 5 Tage nach ihrem 93. Geburtstag. Sie hinterließ eine Tochter und einen Schwiegersohn.

## Filmografie (Auswahl)
- 1977: Kojak – Einsatz in Manhattan (Kojak, Folge 4x19 Der Tote im Kofferraum (1))
- 1981: The White Shadow (White Shadow, Fernsehserie, Folge 3x09)
- 1982: Weltkrieg III (World War III, Miniserie)
- 1982: Unter den Augen der Justiz (In the Custody of Strangers, Fernsehfilm)
- 1982: Jekyll und Hyde – Die schärfste Verwandlung aller Zeiten (Jekyll and Hyde... Together Again)
- 1982: Detektei mit Hexerei (Tucker's Witch, Fernsehserie, Folge Die Klatsch-Reporterin)
- 1983: Chefarzt Dr. Westphall (St. Elsewhere, Fernsehserie, Folge 1x16 Ein betrügerischer Chirurg)
- 1983: Star 80
- 1983: Agentin mit Herz (Scarecrow and Mrs. King, Fernsehserie, Folge 1x03)
- 1983, 1985: Das A-Team (The A-Team, Fernsehserie, 2 Folgen)
- 1984: Die zweiten Augen (Second Sight: A Love Story, Fernsehfilm)
- 1984: Trio mit vier Fäusten (Riptide, Fernsehserie, Folge 2x06 Strapazierte Gastfreundschaft)
- 1985: Angel kehrt zurück (Avenging Angel)
- 1985: Murchison/Harris – Anwälte in L.A. (Sins of the Father, Fernsehfilm)
- 1985: Das Model und der Schnüffler (Moonlighting, Fernsehserie, Folge 1x01)
- 1985: California Clan (Fernsehserie, 3 Folgen)
- 1985: Der ausgeflippte College-Geist (School Spirit)
- 1985: Wer ist hier der Boss? (Who’s the Boss?, Fernsehserie, Folge 2x07 Kampf ums Sorgerecht, Teil 2)
- 1985–1986: Remington Steele (Fernsehserie, 2 Folgen)
- 1986: Polizeirevier Hill Street (Hill Street Blues, Fernsehserie, Folge 6x15)
- 1986: Staatsanwälte küßt man nicht (Legal Eagles)
- 1986: Cagney & Lacey (Fernsehserie, Folge 6x03 Platzangst)
- 1986: Dieses süße Leben (Easy Street, Fernsehserie, Folge 1x09)
- 1986: Ein Schicksalsjahr (A Year in the Life, Miniserie)
- 1986–1990: Alf (Fernsehserie, 31 Folgen)
- 1987: Who’s That Girl
- 1987: Throb (Fernsehserie, Folge 2x11)
- 1988: The Secret Life of Kathy McCormick (Fernsehfilm)
- 1988: Familienbande (Family Ties, Fernsehserie, Folge 7x07)
- 1990, 1994: Harrys Nest (Empty Nest, Fernsehserie, 2 Folgen)
- 1990–1998: Seinfeld (Fernsehserie, 21 Folgen)
- 1991: Mord ist ihr Hobby (Murder, She Wrote, Fernsehserie, Folge 8x01 Gefährliches New York)
- 1992: Only You
- 1992: Melrose Place (Fernsehserie, Folge 1x07 Jeder auf seine Art)
- 1992: Hitch, der Geist aus der Flasche (Wishman)
- 1993: Brain Smasher – Der Rausschmeisser (Brainsmasher... A Love Story)
- 1994: Blossom (Fernsehserie, Folge 5x09)
- 1994–1997: Life with Louie (Fernsehserie, 7 Folgen, Sprechrolle)
- 1995: Sliders – Das Tor in eine fremde Dimension (Sliders, Fernsehserie, Folge 1x05)
- 1995: Das tödliche Dreieck (Deadline for Murder: From the Files of Edna Buchanan, Fernsehfilm)
- 1995: Vergiß Paris (Forget Paris)
- 1996: Die Stunde der Teufelinnen (Wedding Bell Blues)
- 1997: Eine himmlische Kupplerin (A Match Made in Heaven, Fernsehfilm)
- 1997: Always Say Goodbye
- 2000: Was geht, Noah? (Noah Knows Best, Fernsehserie, Folge 1x08)
- 2002: Now You Know
- 2005: Numbers – Die Logik des Verbrechens (NUMB3RS, Fernsehserie, Folge 2x10 Knochen des Anstoßes)
- 2007: American Dad (Fernsehserie, Folge 2x14 Thermonukleare Angriffsübung für Blödköpfe, Sprechrolle)
- 2009: Play the Game
- 2010: Trim